# Josef Lewinsky

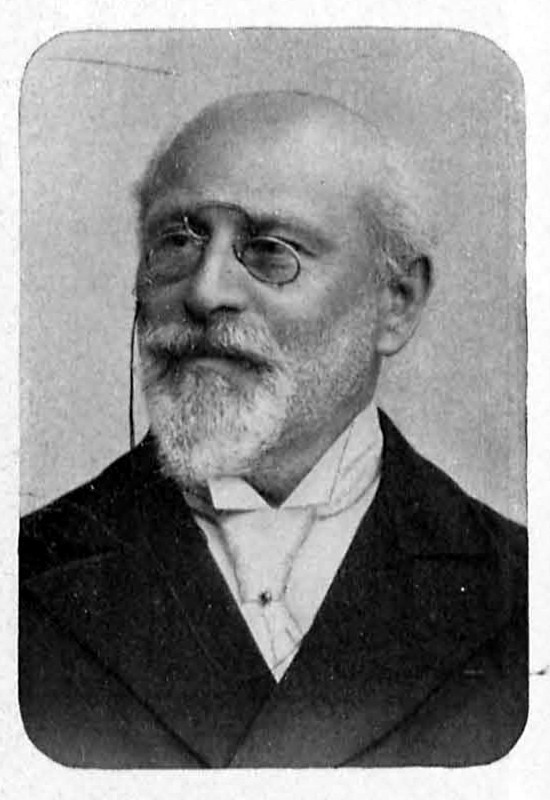
Josef Lewinsky im Jahre 1905

Josef Lewinsky (* 12. September 1839 in Proßnitz; † 15. September 1924 in Berlin) war ein österreichischer Schriftsteller, Musik- und Theaterkritiker.

## Leben
Nach einer abgebrochenen Ausbildung zum Kaufmann wandte er sich zunächst der Schauspielerei zu. Er debütierte am Carltheater in Wien.
Nach einer Gesangsausbildung unternahm er Tourneen durch Deutschland und ließ sich in Berlin nieder. Hier wurde er 1869 Sänger des Königlichen Domchors und unterrichtete Gesang. Zugleich schrieb Lewinsky Konzert- und Theaterkritiken, u. a. für die Berliner Morgenpost. Von 1878 bis 1920 war er für den Ullstein Verlag tätig.

## Werke
- Theatralische Carrièren: biographische Skizzen.  J.B. Klein'sche Buchhandlung, Leipzig 1881.
- Vor den Coulissen: Originalblätter von Celebritäten des deutschen Theaters, Band 1. Hofmann, Berlin 1881 (archive.org).
- Vor den Coulissen: Originalblätter von Celebritäten des deutschen Theaters, Band 2, Hofmann, Berlin 1882 (archive.org).
- Von Brettern und Podium: Allerlei Stücklein aus Bühne und Konzertsaal, 1888
- Bei den Grossen des Thrones und der Bühne, Hofkonzerte u. Theater-Reminissenzen. Berlin 1888 (Eckstein's Reisebibliothek; 37).

- O diese Künstler!: Heitere und ernste Episoden aus der Bühnen-, Musik- und Malerwelt. S. Fischer, Berlin 1890.
- Adolf Sonnenthal. Eine Studie zur Feier seines 50jährigen Jubiläums als Mitglied des Hofburgtheaters. In: Neuer Theater-Almanach. Jg. 18 (1907), S. 61–65.